# Famille Thureau-Dangin
Cette page explique l’histoire ou répertorie les différents membres de la famille Thureau-Dangin.
La famille Thureau-Dangin est une famille française, dont sont issues plusieurs personnalités :
- Mathurin Thureau (1734-1816), épouse Marie Geneviève Philippe Dangin (1738-1779)
  - Pierre Thureau (1774-1841)
    - Édouard Thureau (1808-1893), avocat à la cour, marié à Louise Hullin de Boischevalier
      - Georges Thureau (1834-1919), conseiller à la cour d'appel de Paris
        - François Thureau (1866-1949), général de brigade, commandant l'École de cavalerie de Saumur, commandeur de la Légion d'honneur
          - Monique Thureau (1916-2005), épouse Stéphane de Brommer (1905-1972), colonel, directeur de l'École nationale des sciences géographiques, vice-président de l'association cartographique internationale, officier de la Légion d'honneur, dont postérité

        - Joseph Thureau (1872-1935), avocat à la cour d'appel de Paris, maire de Louveciennes, épouse Louise Chabrol (1883-1918), fille de Wilbrod Chabrol et de Lucie Goüin, dont postérité

    - Alfred Thureau-Dangin (1811-1893), avocat, gendre de Philibert Guéneau de Mussy
      - Paul Thureau-Dangin (1837-1913), historien, membre et secrétaire perpétuel de l'Académie française, épouse Louise Henriquel (1843-1928), fille de Louis-Pierre Henriquel, graveur, membre de l'Académie des Beaux-Arts
        - Cécile Thureau-Dangin (1866-1883)
        - Louis Thureau-Dangin (1868-1886)
        - François Thureau-Dangin (1872-1944), archéologue, conservateur des Musées nationaux, membre de l'Académie des inscriptions et belles-lettres, l'un des fondateurs de l'assyriologie en Europe
          - Louis Thureau-Dangin (1910-1998), marié à France de Rochecouste
            - Philippe Thureau-Dangin (1955), journaliste, président du directoire de Télérama (2008-2011), directeur de la rédaction de Courrier international (1998-2012), directeur des éditions Éxils, rédacteur en chef de la revue Papiers.

        - Pierre Thureau-Dangin (1873-1932), épouse Claire Lehideux (1880-1961), fille d'Ernest Lehideux, banquier
        - Jean Thureau-Dangin (1876-1942), ingénieur agronome, maire de Bouelles, député puis sénateur de Seine-Inférieure, épouse Sophie Leroy-Beaulieu (1876-1962), fille d'Anatole Leroy-Beaulieu et d'Antoinette Dailly.
          - Thérèse Thureau-Dangin (1901-1995), épouse du banquier Paul de Thomasson
          - Cécile Thureau-Dangin (1902-1992), épouse du banquier Roger-Jean Truptil
          - Monique Thureau-Dangin (1905-2001, épouse de Victor Bernard

        - Madeleine Thureau-Dangin (1878-1954), épouse de Charles Droulers (1872-1945), industriel et homme de lettres
        - Marie Thureau-Dangin (1882-1967), épouse de Paul Renaudin.